# Muggia
Muggia (slovinsky Milje, německy Mulgs) je přístavní město v italském autonomním regionu Furlansko-Julské Benátsko. Nachází se na Istrijském poloostrově 6 km jižně od Terstu a pásmo kopců Monti di Muggia tvoří hranici mezi Itálií a Slovinskem. Obec Muggia má přibližně 13 tisíc obyvatel a vedle města Muggia k ní patří sousední vesnice Boa, Lazzaretto a Villaggio Castalietto. Žijí zde Italové (95,3 %) a Slovinci (4,7 %).

## Historie
Lokalita byla osídlena v 8. století př. n. l. příslušníky castellierské kultury. V římských dobách zde existovala osada Castrum Muglae („pevnost v přímořské bažině“). Ve středověku náležela Aquilejskému patriarchátu a v letech 1420–1797 Benátské republice. Po napoleonských válkách se Muggia stala součástí Rakouského císařství a v roce 1857 zde vznikla největší rakouská loděnice San Rocco. Po první světové válce město připadlo Italskému království. V roce 1943 byla Muggia okupována německou armádou, za rozsáhlou odbojovou činnost bylo město oceněno Stříbrnou medailí za hrdinství v boji. Po druhé světové válce se stala Muggia předmětem sporů mezi Itálií a Jugoslávií, byla součástí Svobodného území Terst a při vytyčení hranic v roce 1954 připadla Itálii, zatímco její předměstí Plavje (Plavia Monte d'Oro) zůstalo jugoslávské, což v roce 1975 potvrdila Osimská smlouva.

## Současnost
Město leží na pobřeží Terstského zálivu a je vyhledáváno turisty pro své pláže a jachtařskou marinu. Zachovaly se zde četné stavby v benátském slohu, především hrad, který zrekonstruoval sochař Villi Bossi. Významnými sakrálními památkami jsou katedrála Santi Giovanni e Paolo a bazilika Santa Maria Assunta se středověkými freskami. Na kopci nad městem byl vyhlášen archeologický park. Muggia je také proslulá svým karnevalem.

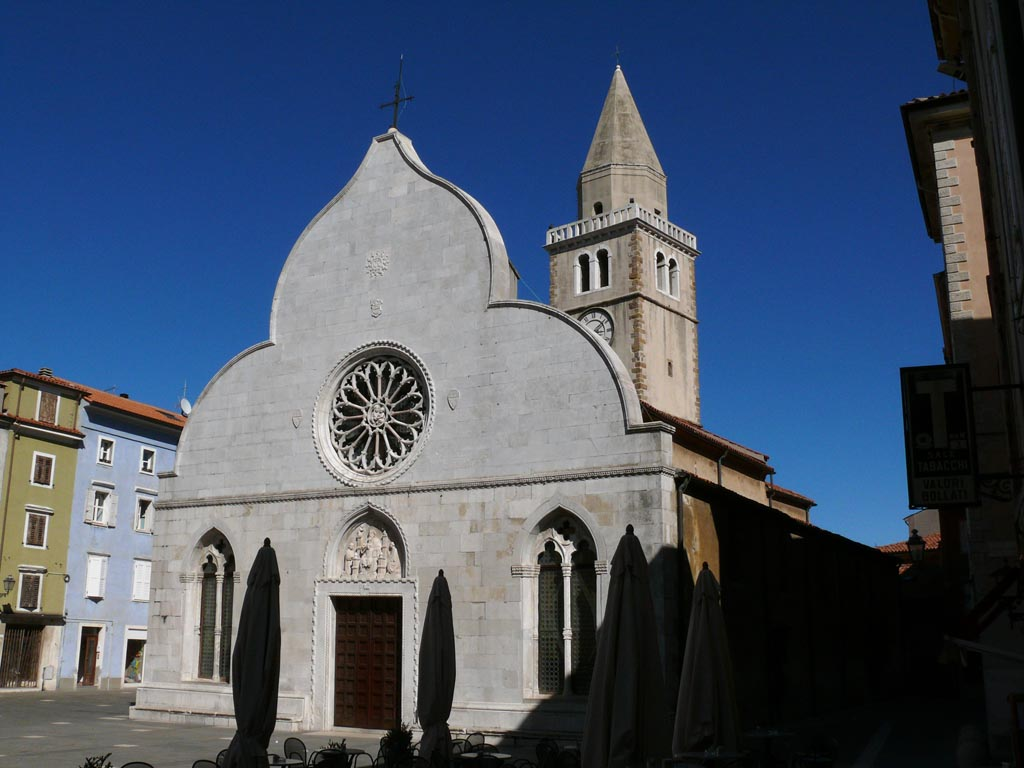
Katedrála SS. Giovanni e Paolo
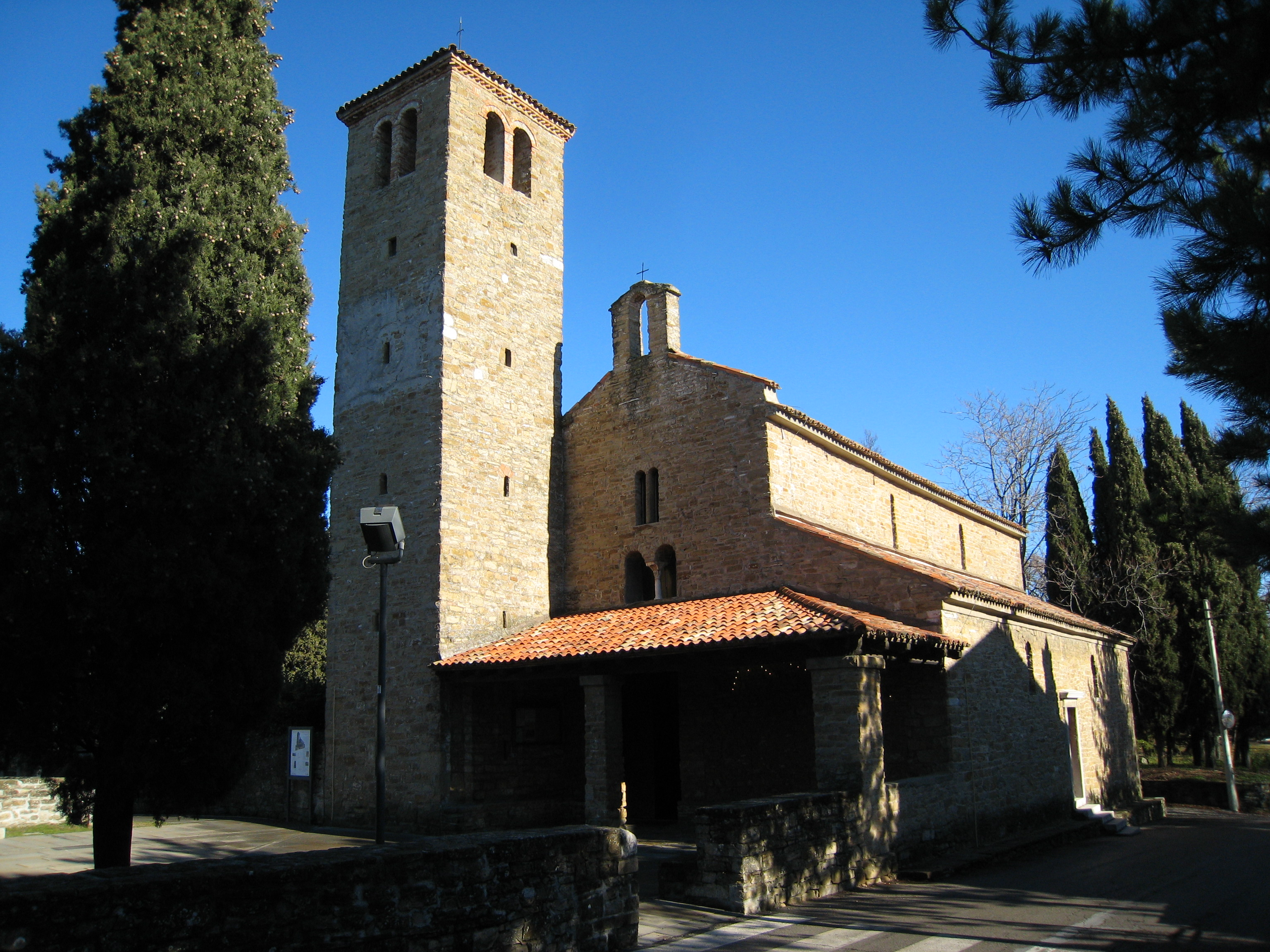
S. Maria Assunta

## Partnerská města
- Koper, Slovinsko
- Obervellach, Rakousko